# 29674 Раушал
29674 Раушал (29674 Raušal) — астероїд головного поясу, відкритий 15 грудня 1998 року.
Тіссеранів параметр щодо Юпітера — 3,503.
Названий на честь Карела Раушала, чеського асторонома-аматора, астрофотографа.